# Phyllosticta congesta
Phyllosticta congesta är en svampart som beskrevs av Heald & F.A. Wolf 1911. Phyllosticta congesta ingår i släktet Phyllosticta och familjen Botryosphaeriaceae.   Inga underarter finns listade i Catalogue of Life.